# Chet Baker Plays the Best of Lerner & Loewe
| Recensione | Giudizio |
| ---------- | -------- |
| AllMusic   |          |

Chet Baker Plays the Best of Lerner & Loewe è un album del trombettista jazz statunitense Chet Baker, pubblicato dalla casa discografica Riverside Records nel settembre del 1959.

## Tracce

### LP
Lato A (RLP 12-307 A)
Testi di Alan Jay Lerner, musiche di Frederick Loewe.
1. I've Grown Accustomed to Her Face (da "My Fair Lady") – 4:08 – Registrato il 22 luglio 1959
2. I Could Have Danced All Night (da "My Fair Lady") – 3:35 – Registrato il 21 luglio 1959
3. The Heather on the Hill (da "Brigadoon") – 5:00 – Registrato il 22 luglio 1959
4. On the Street Where You Live (da "My Fair Lady") – 8:30 – Registrato il 22 luglio 1959

Lato B (RLP 12-307 B)
Testi di Alan Jay Lerner, musiche di Frederick Loewe.
1. Almost Like Being in Love (da "Brigadoon") – 4:46 – Registrato il 22 luglio 1959
2. Thank Heaven for Little Girls (da "Gigi") – 4:30 – Registrato il 21 luglio 1959
3. I Talk to the Trees (da "Paint Your Wagon") – 5:44 – Registrato il 21 luglio 1959
4. Show Me (da "My Fair Lady") – 6:24 – Registrato il 21 luglio 1959

## Musicisti
I've Grown Accustomed to Her Face / The Heather on the Hill / On the Street Where You Live / Almost Like Being in Love
- Bob Corwin – pianoforte
- Earl May – contrabbasso
- Clifford Jarvis – batteria
- Chet Baker – tromba
- Zoot Sims – sassofono tenore, sax alto
- Pepper Adams – sassofono baritono
- Herbie Mann – flauto

I Could Have Danced All Night / Thank Heaven for Little Girls / I Talk to the Trees / Show Me
- Bill Evans – pianoforte
- Earl May – contrabbasso
- Clifford Jarvis – batteria[3]
- Chet Baker – tromba
- Herbie Mann – sassofono tenore, flauto
- Zoot Sims – sassofono tenore, sax alto
- Pepper Adams – sassofono baritono

Note aggiuntive
- Orrin Keepnews – produttore, note retrocopertina album originale
- Registrazioni effettuate al Reeves Sound Studios di New York City, New York
- Roy Friedman – ingegnere delle registrazioni
- Jack Matthews – mastering
- Paul Bacon, Ken Braren, Harris Lewine – design copertina album originale
- Lawrence N. Shustak – foto retrocopertina album originale[4]